# Hedwige de Holstein-Gottorp
Hedwige de Holstein-Gottorp (Gottorp, 23 décembre 1603 – Nuremberg, 22 mars 1657) est une princesse de du duché de Holstein-Gottorp et princesse palatine de Palatinat-Soulzbach.

## Biographie
Elle était la fille de Jean-Adolphe de Holstein-Gottorp, duc de Holstein-Gottorp de 1587 à 1616, et de la princesse Augusta de Danemark.
Elle s'est mariée à Auguste de Palatinat-Soulzbach, prince palatin de Palatinat-Soulzbach à partir de 1615 et un membre de la dynastie des Wittelsbach ; le mariage a été célébré à Husum 15 juillet 1620.
A la mort de son mari, qui a eu lieu à Weinheim le 14 août 1632, la principauté a été transmise à leur fils Christian Auguste.

## Descendance
Elle a donné naissance à sept enfants :
- Anne-Sophie (Sulzbach, 17 juillet 1621-Hochhaus, 25 mai 1675), qui épousa le comte Joachim-Ernest d'Oettingen-Oettingen ;
- Christian-Auguste de Palatinat-Soulzbach (Soulzbach, 26 juillet 1622-Soulzbach, 23 avril 1708), épouse Amélie de Nassau-Siegen ;
- Adolphe Frédéric (Soulzbach, 31 août 1623-Soulzbach, 14 mars 1624) ;
- Augusta-Sophie de Palatinat-Soulzbach (Soulzbach, 22 novembre 1624-Nuremberg, le 30 avril 1682), qui épousa le prince Wenzel Eusèbe de Lobkowitz ;
- Jean-Louis de Palatinat-Soulzbach (Soulzbach, 22 décembre 1625-Nuremberg, 30 octobre 1649) ;
- Philippe-Florian de Palatinat-Soulzbach (Soulzbach, 29 janvier 1630-Nuremberg, 4 avril 1703) ;
- Dorothée Suzanne (Soulzbach, 17 août 1631-Nuremberg, 3 juillet 1632).